# Colbert (Adelsgeschlecht)
Colbert ist ein französisches Adelsgeschlecht.

## Geschichte
Die Familie entsprang dem Bürgertum, als Tuchhändlerfamilie aus Reims, die erstmals Ende des 15. Jahrhunderts als Herren von Magneux bezeugt ist. Die Erhebung in den Adelsstand erfolgt für ein Mitglied der Familie erst rund 200 Jahre später.
Die Familie teilte sich im 17. Jahrhundert in drei Linien auf, von denen die jüngste Linie diejenige ist, die in der französischen Geschichte eine herausragende Rolle spielen sollte. Die bekanntesten Mitglieder der Familie sind:

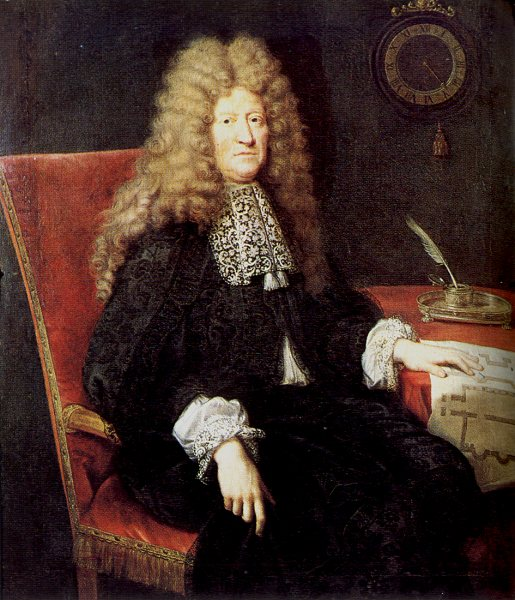
Jean-Baptiste Colbert (1619–1683), Marquis de Seignelay, Finanzminister Ludwigs XIV.

- Charles Colbert († 1684), Seigneur de Terron
- Jean-Baptiste Colbert (1619–1683), Marquis de Seignelay, Finanzminister Ludwigs XIV.
- Charles Colbert (1629–1696), Marquis de Croissy.
- Jean-Baptiste Colbert (1651–1690), Marquis de Seignelay
- Jacques-Nicolas Colbert (1655–1707), Erzbischof von Rouen, Mitglied der Académie Française.
- Jean-Baptiste Colbert (1665–1746), Marquis de Torcy
- Charles-Joachim Colbert (1667–1714), Bischof von Montpellier.
- Pierre-David de Colbert (1774–1853), Comte de Colbert-Chabanais, General
- Louis Pierre Alphonse de Colbert (1776–1843), Vicomte de Colbert-Chabanais, General
- Juliette-Françoise Colbert (1785–1864)

## Stammliste

### Ältere Linie
1. Gérard, um 1520 Seigneur de Magneux. ⚭ 1498 Marguerite, Tochter von Michel d'Y, Seigneur de Seraucourt.
  1. Hector, Seigneur de Magneux. ⚭ 1532 Jeanne, Tochter von Jacques Cauchon, Seigneur de Vandières.
    1. Nicolas, † 23. Dezember 1617, Seigneur de Magneux et de Vandières. ⚭ 1557 Barbe, Tochter von César Martin, Seigneur des Roches.
      1. Jean, † 22. März 1596, Seigneur du Terron et de Vandières, ⚭ 2. Januar 1585 Marie, Dame de Saint-Mard, Tochter von Henri Bachelier, Seigneur de Saint-Mard.
        1. Jean, † 17. November 1663, Seigneur du Terron, ⚭ 16. August 1616 Marie, † 9. Oktober 1679, Tochter von Jean de Bignicourt, Seigneur de Chambly
          1. Charles, † 9. April 1684, Seigneur de Terron, de Bourbonne et de Torcenay, ⚭ 1650 Madeleine, Tochter von Michel Hennequin, Seigneur de Cramant.
            1. Françoise † 8. Oktober 1727; ⚭ Eutrope Courbon, Marquis de La Roche-Courbon[1]; ⚭ II Hildéric, Prince de La Carpègne.
            2. Madeleine * 1647, † August 1750. ⚭ 20. August 1670 Pierre, Marquis de Gassion.
            3. Charlotte-Eutrope † Mai 1675. ⚭ Claude de Bourdeille, Baron de Matha.
            4. Marie-Anne, † 5. Juni 1717. ⚭ I 20. Juni 1685 François du Prat, Comte de Barbençon; ⚭ II Juni 1699 François Thomas, Seigneur de La Caulnelaye.

          2. Simon abbé de Saint-Sauveur-de-Vertus
          3. Jean † 1654
          4. Rémi † 1655
          5. Marie. ⚭ 8. Dezember 1633 Pierre Chertemps, Seigneur de Seuil.
          6. Marguerite. ⚭ I 1646 Jacques Mérault; ⚭ II 1. Januar 1657 Louis Martin, Seigneur de La Châtaigneraie.

        2. Charles, Seigneur de Saint-Mard, † 16. Oktober 1661; ⚭ Marguerite, Tochter von Antoine de Mesvilliers, Seigneur du Bois
          1. Charles, * 6. August 1619, † 11. April 1722, Seigneur de Saint-Mard,
          2. François, † 22. Januar 1722, Seigneur de Saint-Mard, de La Suze et de La Lesse. ⚭ Charlotte, Tochter von Guillaume Lée
            1. André, † 17. September 1719, Seigneur de Saint-Mard.
            2. Charles * 1703, Seigneur de Saint-Mard et de La Suze, † 2. März 1722. ⚭ Juni 1721 Marie-Charlotte, Tochter von Charles Gouffier, Marquis de Heilly, † 8. November 1772.
            3. Charlotte-Marguerite. ⚭ 26. April 1714 Marc de Noé, Baron de L’Isle.
            4. Marie-Thérèse. ⚭ Dominique d’Esclaux, Baron de Mesplez.
            5. Marie-Sidonie. ⚭ 31. Oktober 1725 Louis de Lupé, Marquis de Besmaux[2].

          3. André, Bischof von Auxerre 1678 – 4. Juli 1702.
          4. Pierre, Jesuit
          5. Hélène, Äbtissin von L’Isle 1682–1701.

        3. Nicolas, † 20. Dezember 1662, Seigneur de Vandières. ⚭ 25. September 1614 Marie, Tochter von Henri Pussort, Seigneur de Cernay – Nachkommen siehe unten
        4. Oudart, Abt von Saint-Sauveur-de-Vertus
        5. Marie. ⚭ Henri Coquebert.

  2. Gérard, † 11. Januar 1548. ⚭ I Anne Moët. ⚭ II Jeanne Thierry.
  3. Oudart, Co-Seigneur d’Acy. ⚭ 1548 Marie Coquebert
    1. Gérard † 17. August 1617. ⚭ Marie, Tochter von Guillaume Pingré, Seigneur de Neuilly – Nachkommen siehe unten
      1. Nicolas † 2. Januar 1650. ⚭ Marie Le Mercier † Juli 1665 – Nachkommen
        1. Louis François; ⚭ Anne (Marie) Charlotte Gondi, uneheliche Tochter von Jean-Baptiste Gondi, Baron de Codun (Haus Gondi), die Ehe wurde per Arrêt aufgelöst
        2. Michel Colbert (1633–1702), Generalabt des Ordens von Prémontré

      2. Marie. ⚭ 1. Januar 1598 Nicolas Le Camus, Seigneur de Beaulieu.

### Mittlere Linie
1. Gérard, † 11. Januar 1548. ⚭ I Anne Moët. ⚭ II Jeanne Thierry – Vorfahren siehe oben
  1. (I) Jean ⚭ 7. November 1562 Marie, Tochter von Philibert, Seigneur de Bezannes.
    1. Oudart, * um 1564, † 14. Januar 1640. Er wird in den Adelsstand erhoben. ⚭ 1585 Marie, Dame de Villacerf et de Saint-Pouange, Tochter von Nicolas Le Fouret, Seigneur de Villacerf.
      1. Oudart. ⚭ Anné Sévin – Nachkommen.
      2. Jean-Baptiste, † 19. April 1663, Seigneur de Villacerf et de Saint-Pouange. ⚭ 6. März 1628 Claude, Tochter von Michel II, Seigneur de Chaville (Le Tellier de Louvois).
        1. Édouard, * 1629, † 18. Oktober 1699, Marquis de Villacerf, Seigneur de Mergey et de Saint-Mesmin. ⚭ 9. Januar 1659 Geneviève, † 17. April 1712, Tochter von Michel Larcher, Marquis d'Esternay.
          1. Edouard, X 1677
          2. Michel-François, X 1693.
          3. Charles-Maurice, † 26. Oktober 1731, Abt von Saint-Pierre-de-Neauphle-le-Vieux
          4. Pierre-Gilbert, † 3. März 1733, Marquis de Villacerf, Seigneur de Mergey et de Saint-Mesmin ⚭ 21. Februar 1696 Anne-Marie, † 1716, Tochter von Jean-Charles, Comte de Brinon (Haus La Ferté)
            1. Marguerite, † 27. Januar 1772. ⚭ 17. Dezember 1714 François, Comte de Lestrange, † 1719 (Haus Crussol)
            2. Marie-Geneviève. ⚭ 12. Mai 1716 Gilbert Veini, Marquis de Villemont[3].
            3. Marie-Anne, † 1723. ⚭ 10. August 1722 André des Friches, Marquis Doria.
            4. Marie-Charlotte. ⚭ 20. Mai 1725 Henri Coignet, Comte de Courson
            5. Gabrielle-Claude. ⚭ Philibert Grollier, Marquis de Treffort.

          5. Marguerite-Geneviève † 27. Dezember 1696. ⚭ 11. Februar 1688 Jean-Baptiste de Montlezun, Marquis de Besmaux[4], † 10. Oktober 1696
          6. Anne-Marie * Juli 1683, † 6. Juni 1740. ⚭ 21. April 1705 Charles de Montsaulain, Marquis de Montal[5]

        2. Michel, Bischof von Mâcon 1666 – 28. November 1676.
        3. Gabriel, Malteserordensritter.
        4. Jean-Baptiste, Bischof von Montauban 1675–1687, Erzbischof von Toulouse 1687 – 11. Juli 1710.
        5. Gilbert * 1642, Seigneur de Saint-Pouange et de Chabanais, † 23. Oktober 1706. ⚭ Marie-Renée, † 28. Februar 1732, Tochter von Laurent Bethemer.
          1. François-Gilbert, † 11. November 1719, Seigneur de Saint-Pouange et de Chabanais. 1704 Brigadier, 1. März 1719 Feldmarschall. ⚭ 24. März 1702 Angélique, Tochter von François d’Escoubleau, Comte de Sourdis.
            1. François-Gilbert * 7. November 1705, † 1766, Marquis de Saint-Pouange et de Chabanais. ⚭ 23. Januar 1731 Marie-Jeanne, † 1786, Tochter von Louis, Comte de Croissy (siehe unten)
              1. Claude-Théophile * 28. Februar 1734, † 10. Dezember 1789, Marquis de Chabanais, 1. März 1780 Feldmarschall. ⚭ April 1769 Louise, Tochter von Gabriel d'Amphernet, Baron de Pont-Bellanger.
                1. Alexandre-Louis * 27. März 1781, † 30. November 1757, Marquis de Chabanais, Pair de France (1827). ⚭ Aglaé, Tochter von Joseph Seurrat, Seigneur de Guilleville.

              2. Louis-Henri * 27. Februar 1737, Comte de Chabanais, † 8. Februar 1792. ⚭ I Marie-Anne Boylève † 8. Januar 1766. ⚭ II 7. Januar 1771 Marie-Jeanne, Tochter von Pierre David.
                1. (II) Marie-Jeanne * 10. November 1771.⚭ NN Alexandre.
                2. (II) Chrétien-Félix * 1. November 1772, † 1. Dezember 1780.
                3. (II) Ambroise-Jean * 31. August 1773.
                  1. Joseph-Edouard * 1804, † 28. Mai 1860. Comte de Colbert-Chabanais,

                4. (II) Pierre-David „Edouard“ * 18. Oktober 1774, † 28. Dezember 1853, Comte de Colbert-Chabanais (baron de l’Empire 28. Mai 1809), Pair de France (11. Oktober 1832), 9. März 1809 Brigadegeneral, 25. November 1813 Divisionsgeneral
                5. (II) Louis-Alphonse * 29. Juni 1776, † 2. Juni 1843, Vicomte de Colbert-Chabanais, 9. Juli 1814 Brigadegeneral rückwirkend zum 3. April 1814, 11. November 1837 Generalleutnant ⚭ Isidore, Tochter von Claude Petiet, † 16. März 1669.
                  1. Tochter ⚭ 1828 Albert Colbert † 1879 (siehe unten)

                6. (II) Auguste-Marie * 18. November 1777, Baron de Colbert-Chabanais (baron de l’Empire 2. Juli 1808), X 3. Januar 1809 in Spanien, 24. Dezember 1805 Brigadegeneral. ⚭ 30. Dezember 1803 Marie-Geneviève, Tochter von Jean-Baptiste, Comte de Canclaux
                  1. Napoléon-Joseph * 10. Oktober 1805, † 27. September 1883, Comte de Colbert-Chabanais, 7. Januar 1860–1870 Abgeordneter für Calvados. ⚭ Angélique, Tochter von Adolphe, Marquis de Portes.
                    1. Marie. ⚭ Auguste Stanislas Marie Mathieu de La Rochefoucauld, 3. Duc de Doudeauville, † 1887 (Haus La Rochefoucauld)
                    2. Pierre-Édouard * 19. Juli 1834, † 25. Mai 1905. 15. April 1890 Brigadegeneral, 28. September 1895 Divisionsgeneral; ⚭ 25. April 1877 Françoise de Berckheim.
                    3. Jean, Marquis de Laplace.

              3. Antoine-Alexandre, * 14. Dezember 1746, † 14. Januar 1767, Vicomte de Chabanais,

            2. Alexandre-Antoine, genannt Le Comte de Colbert * 29. Dezember 1707, † Oktober 1788 ⚭ 17. September 1764 Marguerite, Tochter von NN Courdoumer, † 21. Juli 1782.
              1. Marie-Julie * 1771, † 23. Februar 1855. ⚭ 5. Juli 1786 Georges Giraud, Baron de Montbellet.

        6. Claudine † 1715. ⚭ 16. September 1658 Jacques Ollier, Seigneur de Verneuil.
        7. Madeleine, Äbtissin von La Pommeraye ab 1662

      3. Simon
      4. Nicolas, † 13. Juni 1686, Seigneur de Turgy, ⚭ I Marie, † 21. April 1651, Tochter von Nicolas Bernard, Seigneur de Montebise; ⚭ II 6. September 1655 Madeleine, Tochter von Hugues Grasseteau.
        1. (II) Edouard-Pierre, Abt von Aumale ab 1711
        2. (II) Hugues, X 1706
        3. (II) Jean-Baptiste, † 1715, Seigneur de Turgy, ⚭ 16. Juni 1698 Lucrèce Gaudemard
          1. Jean-Baptiste † 1725.
          2. Étienne-Edouard * 1702, Abt von Saint-Mesmin 1749 – April September 1772.
          3. Michel, Seigneur de Turgis. ⚭ 28. November 1754 Françoise, Marquise du Cannet, Tochter von Honoré de Rascas, Marquis du Cannet.
            1. Etienne-Edouard * 1758, † 27. Oktober 1853, Marquis du Cannet. ⚭ 28. Oktober 1789 Adeline Albert.
              1. Edouard-François * 1792, † 18. April 1879, Marquis du Cannet.
              2. Albert-Henri * 1794, † 18. Mai 1879. ⚭ 1828 NN, Tochter von Alphonse, Vicomte de Colbert-Chabanais (siehe unten) – Nachkommen

            2. Alexandre-Pierre, Malteserordensritter.

        4. (II) Madeleine † 1714. ⚭ I 25. November 1674 Louis Jossier, Seigneur de La Jonchère. ⚭ II 26. Mai 1695 Louis de Bautru, Comte de Nogent-le-Roi.
        5. (II) Marguerite. ⚭ 6. September 1691 Hervé Le Verrier, Seigneur de Tanville.

      5. Marie † 25. Mai 1665. ⚭ 1614 Christophe Hector, Seigneur de Beaubourg.
      6. Madeleine † 27. Februar 1690. ⚭ Louis Brulart, Seigneur du Broussin
      7. Anne. ⚭ Jean Le Mairat, Seigneur de Drouy.

    2. Simon
    3. Nicolas, Abt von Saint-Sauveur-de-Vertus.
    4. Catherine, Klarissin.

  2. (II) Jean † 8. Mai 1583.
  3. (II) Gérard. ⚭ I Jeanne Le Convers; ⚭ Perrette Lespagol – Nachkommen

### Jüngere Linie
1. Nicolas, † 20. Dezember 1662, Seigneur de Vendières. ⚭ 25. September 1614 Marie, Tochter von Henri Pussort, Seigneur de Cernay – Vorfahren siehe oben
  1. Jean-Baptiste, * 29. August 1619, † 6. September 1683, Marquis de Seignelay, Seigneur de Sceaux, de Châteauneuf-sur-Cher, de Lignières, de Cheny et de Beaumont. ⚭ 14. Dezember 1648 Marie, † 8. April 1687, Tochter von Jacques Charon, Seigneur de Menars.
    1. Jeanne-Marie * 1650, † 26. Juni 1732. ⚭ 3. Februar 1667 Charles Honoré d’Albert, Duc de Luynes, † 1712 (Haus Albert)
    2. Jean-Baptiste, * 1. November 1651, † 3. November 1690, Marquis de Seignelay et de Châteauneuf, Baron de Linières. ⚭ 3. Februar 1675 Marie-Marguerite, Marquise d'Alègre, † 1678, Tochter von Charles, Marquis d'Alègre (Haus Tourzel); ⚭II 6. September 1679 Catherine, † 1699, Marquise de Lonré, Tochter von Henri, Seigneur de Matignon (Haus Goyon)
      1. (I) Jeanne-Marguerite, † 1680.
      2. (II) Jean-Baptiste, * 1683, † 26. Februar 1712, Marquis de Seignelay. ⚭ 10. Januar 1708 Marie-Louise, Tochter von Anton-Egon, Fürst von Fürstenberg
        1. Marie-Louise
        2. Marie-Sophie, † 29. Oktober 1747, Marquise de Seignelay, Dame de Gournay. ⚭ 9. Januar 1724 Charles François Frédéric II. de Montmorency-Luxembourg, † 1764, 7. Herzog von Piney-Luxembourg, 2. Herzog von Montmorency, 1757 Marschall von Frankreich (Haus Montmorency)

      3. (II) Paul-Édouard, † 28. Februar 1756, Comte de Creully, 1734 Feldmarschall; ⚭ 25. Juni 1714 Anne-Marie, Tochter von Jean-Baptiste Spinola, Prince de Vergaigne; ⚭ II 2. April 1754 Agnès de La Rochefoucauld-Langeac (Haus La Rochefoucauld)
      4. (II) Louis-Henri, † Januar 1705, Malteserordensritter
      5. (II) Charles-Eléonor, Comte de Seignelay. ⚭ I 11. März 1717 Anne, † 19. Februar 1719, Tochter von Franz, Graf von Thurn und Valsassina (Thurn und Taxis). ⚭ II 22. Dezember 1726 Marie-Renée, † 1775, Tochter von Charles Armand de Gontaut-Biron, Duc de Biron (Gontaut-Biron)
        1. (II) Charles-Armand, * 10. Januar 1728
        2. (II) Jean-Baptiste, * 13. September 1731, Marquis de Seignelay. 1. März 1780 Feldmarschall. ⚭ I Marie-Anne de Montigny † 10. März 1767; ⚭ II 26. Mai 1770 Catherine, Tochter von Armand-Louis I, Marquis de Béthune (Haus Béthune); ⚭ III Julienne de Launoy.
          1. (II) Armand-Marie, * 17. Januar 1771, † Mai 1826, Marquis de Seignelay.

      6. (II) Théodore-Alexandre * 1690, † 1695

    3. Jacques-Nicolas, * 1654, † 10. Dezember 1707, Erzbischof von Rouen, 20. August 1678 Mitglied der Académie Française (Fauteuil 11).
    4. Antoine-Martin, * 2. Oktober 1659, X 1689, Malteserordensritter
    5. Jules-Armand, * 17. Dezember 1663, X 13. August 1704, Marquis de Blainville, Seigneur d'Ormoy. ⚭ 25. Juli 1682 Gabrielle, Marquise de Tonnay-Charente, Baronnne de Dinteville, Dame de Gascongnolle, d'Orgères et de L'Isle-Dieu, Tochter von Jean-Claude, Marquis de Tonnay-Charente (Haus Rochechouart)
      1. Anne-Marie, Marquise de Blainville et de Tonnay-Charente, † 1746. ⚭ 26. Mai 1706 Jean-Baptiste, Comte de Maure, † 1757 (Haus Rochechouart)

    6. Henriette-Louise, † 19. September 1733. ⚭ 20. Januar 1671 Paul de Beauvilliers, Duc de Saint-Aignan, † 1714 (Haus Beauvilliers)
    7. Marie-Anne, * 17. Oktober 1665. ⚭ 14. Februar 1679 Louis I. Duc de Mortemart, † 1688 (Haus Rochechouart)
    8. Louis, * 1667, † 28. April 1745, Abt von Bonport, später Comte de Linières,.⚭ Marie-Louise du Bouchet.
      1. Julie-Philippine, * 25. Juli 1706, † 22. April 1775. ⚭ Charles, Comte de Maridor
      2. Louis, * 8. April 1709, † 24. Juli 1761, Marquis de Linières. ⚭ Madeleine de Canclaux † 4. Juni 1751

    9. Charles-Édouard, X 1690, Comte de Sceaux

  2. Charles, * 1629, † 28. Juli 1696, Marquis de Croissy. ⚭ 20. Januar 1664 Marguerite, † 17. September 1719, Tochter von Joachim Beraud, Seigneur de Croissy.
    1. Jean-Baptiste, * 14. September 1665, † 2. September 1746, Marquis de Torcy et de Sablé. ⚭ 13. August 1696 Catherine, Tochter von Simon Arnauld, Marquis de Pomponne
      1. Françoise-Félicité, * 14. Mai 1698, † 28. April 1749. ⚭ 4. April 1715 Joseph d'Ancezune, Marquis de Caderousse.
      2. Marguerite-Pauline, * 12. Mai 1699, † 3. Oktober 1773. ⚭ 24. Februar 1716 Louis du Plessis-Châtillon, Marquis de Nonant.
      3. Jean-Baptiste, * 25. Januar 1703, † 26. August 1777, Marquis de Croissy, 1744 Generalleutnant. ⚭ 27. Februar 1726 Bibiane, † 1772, Tochter von François de Franquetot, duc de Coigny (Haus Franquetot)
        1. Henriette-Bibiane, * Januar 1727. ⚭ 21. Februar 1746 Gui de La Porte, Marquis de Riants.
        2. Jean-Baptiste, * 27. Mai 1728, 1781 Generalleutnant.⚭ 25. April 1763 Antoinette de La Roche-Fontenilles.
        3. Charles-Félix, * 10. Juli 1729, † 20. Februar 1788, 1763 Feldmarschall.
        4. Paul-Amaury, * 25. September 1730.
        5. Simon-Corentin, * 26. September 1731.
        6. Joseph-Edme * 10. Juli 1740, X 1759, Comte de Poligny.

      4. Charles, † 1708, genannt Le Chevalier de Torcy
      5. Constance * Mai 1710, † 13. Dezember 1734. ⚭ 20. April 1732 Augustin-Joseph de Mailly, Marquis d'Haucourt, † 1794 (Haus Mailly)

    2. Charles-Joachim, * 11. Juni 1667, Bischof von Montpellier.
    3. Louis-François * 15. Februar 1677, † 24. August 1747, Comte de Croissy. ⚭ 30. Dezember 1711 Marie, Tochter von Paul Brunet, Seigneur d'Eury-les-Châteaux.
      1. François-Louis, X 1743
      2. Marie-Jeanne † 30. Mai 1786. ⚭ 23. Januar 1731 François, Marquis de Saint-Pouange, † 1766 (siehe unten)

    4. Marie-Françoise, * 6. Februar 1671, † 28. September 1724. ⚭ 15. Mai 1696 Joachim de Montaigu, Vicomte de Beaune.
    5. Charlotte * 26. Mai 1678, Äbtissin von Penthemont 7. Juli 1718-Dezember 1719, Äbtissin von Maubuisson Dezember 1719 – 26. März 1765.
    6. Marie-Thérèse, * 7. Juni 1682, † 29. Januar 1769. ⚭ I 8. August 1701 Louis de Clermont, Marquis de Resnel, † 17. Juni 1702. ⚭ II 5. Januar 1704 François Spinola, Duc de Saint-Pierre, † 15. Mai 1727.
    7. Olympe-Sophie, * 7. Juli 1686, † 18. Juni 1705.

  3. Édouard-François * 1634, † 31. Mai 1693, Graf von Maulévrier, Generalleutnant. ⚭ 31. Juli 1668 Marie-Madeleine, Tochter von Guillaume Bautru, Comte de Serrant[6], † 10. März 1700
    1. Jean-Baptiste, Comte de Maulévrier, X 18. Juli 1695.
    2. François-Edouard * 1675, † 1. April 1706, Marquis de Maulévrier. Oktober 1704 Brigadier. ⚭ 25. Januar 1698 Henriette, Tochter von René III, Comte de Tessé (Haus Froulay)
      1. Louis-René, * 14. Dezember 1699, † 29. November 1750, Marquis de Maulévrier, Comte de Chollet, Comte de Chemillé, Baron de La Forgerie, 1745 Generalleutnant ⚭ März 1723 Marie-Catherine, † 12. Dezember 1775, Tochter von François, Comte d’Estaing.
        1. René-Louis, † 30. Januar 1748, Marquis de Maulevrier. ⚭ 28. Dezember 1747 Anne, Tochter von Germain Louis Chauvelin, Marquis de Grosbois

      2. Marie-Henriette, † 24. Dezember 1737. ⚭ 22. August 1722 Charles d’Estaing, Marquis de Saillans.
      3. René-Édouard, * 5. Februar 1706, † 19. Oktober 1771, Chevalier und später Marquis de Maulévrier. ⚭ I März 1751 Marie-Charlotte, Tochter von Charles, Marquis de Fiennes; ⚭ II 4. März 1754 Charlotte, Tochter von Charles de Manneville, Seigneur de Beuzeville
        1. (II) Édouard-Victurnien, * 15. Dezember 1754, † August 1839, Marquis de Maulévrier. ⚭ I 12. März 1782 Anne-Marie, † Oktober 1793, Tochter von Louis de Quengo, Marquis de Crenolle. ⚭ 19. April 1812 Pauline, Tochter von Léon Le Clerc, Baron de Juigné.
          1. (I) Elisabeth-Marie, * 11. Februar 1783, † 19. April 1835. ⚭ April 1803 Charles Le Peletier.
          2. (I) Juliette-Françoise, * 1785, † 8. Mai 1864. ⚭ Tancredo Falleti, Marchese de Barolo.
          3. (I) Edouard-Auguste, † November 1817
          4. (I) Charles-Antoine, * 11. Februar 1793, † 26. Juli 1859, Marquis de Maulévrier. ⚭ 4. Juli 1829 Marie-Louise, † 29. November 1857, Tochter von Aimé de Moreton
            1. Paul-Victurnien, † 1. September 1847.

          5. (II) René-Olivier, * 19. März 1813, Comte und später Marquis de Maulévrier. ⚭ 14. Juni 1837 Marie-Laurence, Tochter von Gui, Duc de Lorges (Haus Durfort)
            1. Jeanne-Marie * 4. Juni 1839. ⚭ 7. Juni 1859, Raymond, Vicomte de Chabot (Haus Chabot)
            2. Marguerite-Victurienne. ⚭ 17. April 1861, NN, Marquis de Guerry.

        2. (II) Edouard-Charles, * 24. Dezember 1758, † 2. Januar 1820, Comte de Maulévrier. ⚭ 4. Juni 1803 Charlotte, † 28. April 1837, Tochter von Charles, Baron de Montboissier
          1. Charlotte. ⚭ 2. Oktober 1824 Antoine, Comte de Brancas, † 1842 (Haus Brancas)
          2. Léontine. ⚭ 9. Mai 1829 Ferdinand de Fesques, Marquis de La Rochebousseau
          3. Eugénie-Louise * 1811, † 10. Oktober 1863.⚭ Timoléon, Comte de Leusse.

    3. Henri, † Mai 1711, Malteserordensritter
    4. Charles-Louis
    5. Marie-Thérèse.⚭ 12. Juni 1685 Jacques Léonor Rouxel, Comte de Grancey, Marschall von Frankreich, † 1725 (Haus Rouxel)

  4. Nicolas, Abt von Saint-Sauveur, dann Bischof von Luçon 1661–1671, Bischof von Auxerre 1671 – 5. September 1676
  5. Marie, * 6. Juli 1626, † 18. April 1703. ⚭ 1646 Jean des Marets † 1682. (Desmarets)
  6. Antoine-Martin, * 11. September 1638
  7. Agnès, Äbtissin von Sainte-Claire-de-Reims ab 1675.
  8. Claire, Äbtissin von Sainte-Claire-de-Reims ab 1680.
  9. Antoinette, † 1698, Nonne.
  10. Claire-Cécile, † 8. April 1720, Äbtissin von Le Lys

## Weblink
- Das Haus Colbert auf web.genealogies